# Lorraine Fenton
Lorraine Fenton (Mánchester, Jamaica; 8 de septiembre de 1973) es una atleta jamaicana, especialista en la prueba de 4x400 m, en la que ha logrado ser campeona mundial en 2001.

## Carrera deportiva
En el Mundial de Edmonton 2001 ganó la medalla de oro en los relevos 4x400 metros, con un tiempo de 3:20.65 segundos, por delante de Alemania y Rusia, y siendo sus compañeras de equipo: Sandie Richards, Catherine Scott y Debbie-Ann Parris. Y también ganó la medalla de plata en 400 metros.
En el Mundial de Helsinki 2005 ganó la medalla de plata en los relevos 4x400 m, con un tiempo de 3:23.29 segundos, por detrás de Rusia y delante de Reino Unido, y siendo sus compañeras de equipo: Shericka Williams, Novlene Williams y Ronetta Smith.
Ha ganado más medallas, como las dos platas en las Olimpiadas de Sídney 2000 en 400 m y relevos 4x400 m.